# Chalin He
Chalin He är ett vattendrag i Kina. Det ligger i provinsen Heilongjiang, i den nordöstra delen av landet, omkring 170 kilometer öster om provinshuvudstaden Harbin.
Genomsnittlig årsnederbörd är 862 millimeter. Den regnigaste månaden är juli, med i genomsnitt 174 mm nederbörd, och den torraste är januari, med 7 mm nederbörd.